# 매들립
오티스 잭슨 주니어 (Otis Jackson Jr., 1973년 10월 24일 ~ )는 미국의 음악가이다. 예명 매들립 (Madlib)으로 대중에 알려져 있다. 2003년 발매한 앨범 《Shades of Blue》에 실려있던 〈Slim's Return〉이 대한민국의 두통약 광고의 배경음악으로 사용되었었다.

## 참고
1. ↑  다음 뮤직[깨진 링크(과거 내용 찾기)],2010년 7월 10일에 확인함.